# Стефан Димитров (дипломат)
Вижте пояснителната страница за други личности с името Стефан Димитров.
Стефан Димитров Димитров е български дипломат. От януари 2023 г. е посланик на България в Черна гора. За кратко е бил министър на външните работи на България в първото служебно правителство на Димитър Главчев (9 април – 22 април 2024).

## Биография
Роден е на 24 септември 1966 г. в София, Народна република България. През 1984 г. завършва 35-о ЕСПУ „Михаил Калинин“ в столицата, а в периода от 1984 до 1986 г. прекарва военна служба. От 1987 до 1994 г. учи в Потсдамския университет в Германия, специалност „Политически науки“, магистър политолог. През 1997 г. преминава курс на обучение за млади дипломати от Министерство на външните работи на Германия в Берлин и Бон.
В периода от 1994 до 1995 г. е проект мениджър и консултант в „Ийстърн Комюникейшънс“ ЕООД, член на издателска група „Клет“ от Берлин и София. През 1995 г. той е търговски мениджър за Германия и Великобритания, за „Я. Христов и Ко“ АД. От 1995 до 1998 г. е референт за Германия към Управление „Европа и Северна Америка“ на МВнР.
От 1998 до 2009 г. е управител на издателство „РААБЕ България“ ЕООД, член на издателска група „Клет“ от Федерална република Германия. През 2013 г. е назначен за директор на дирекция „Развитие и интернационализация на малките и средните предприятия“ към Изпълнителната агенция за насърчаване на малките и средните предприятия. В периода от 2013 до 2014 г. той е дипломатически служител I степен към Инспектората на МВнР. От 2014 до 2015 г. е началник на отдел „Източна Европа“ към дирекция „Източна Европа и Централна Азия“ на МВнР. В периода от 2015 до 2019 г. е ръководител на Консулството във Франкфурт и временно управляващ Генералното консулство на Република България във Франкфурт на Майн в Германия.
От 2019 до 2020 г. Стефан Димитров е началник на отдел „Специализиран контрол“ към Инспектората на МВнР. От 2020 до 2022 г. е директор на дирекция „Двустранно европейско сътрудничество“ в МВнР. На 21 януари 2023 г. Стефан Димитров е назначен за извънреден и пълномощен посланик на Република България в Черна гора.